# Oude Durme (Lokeren)

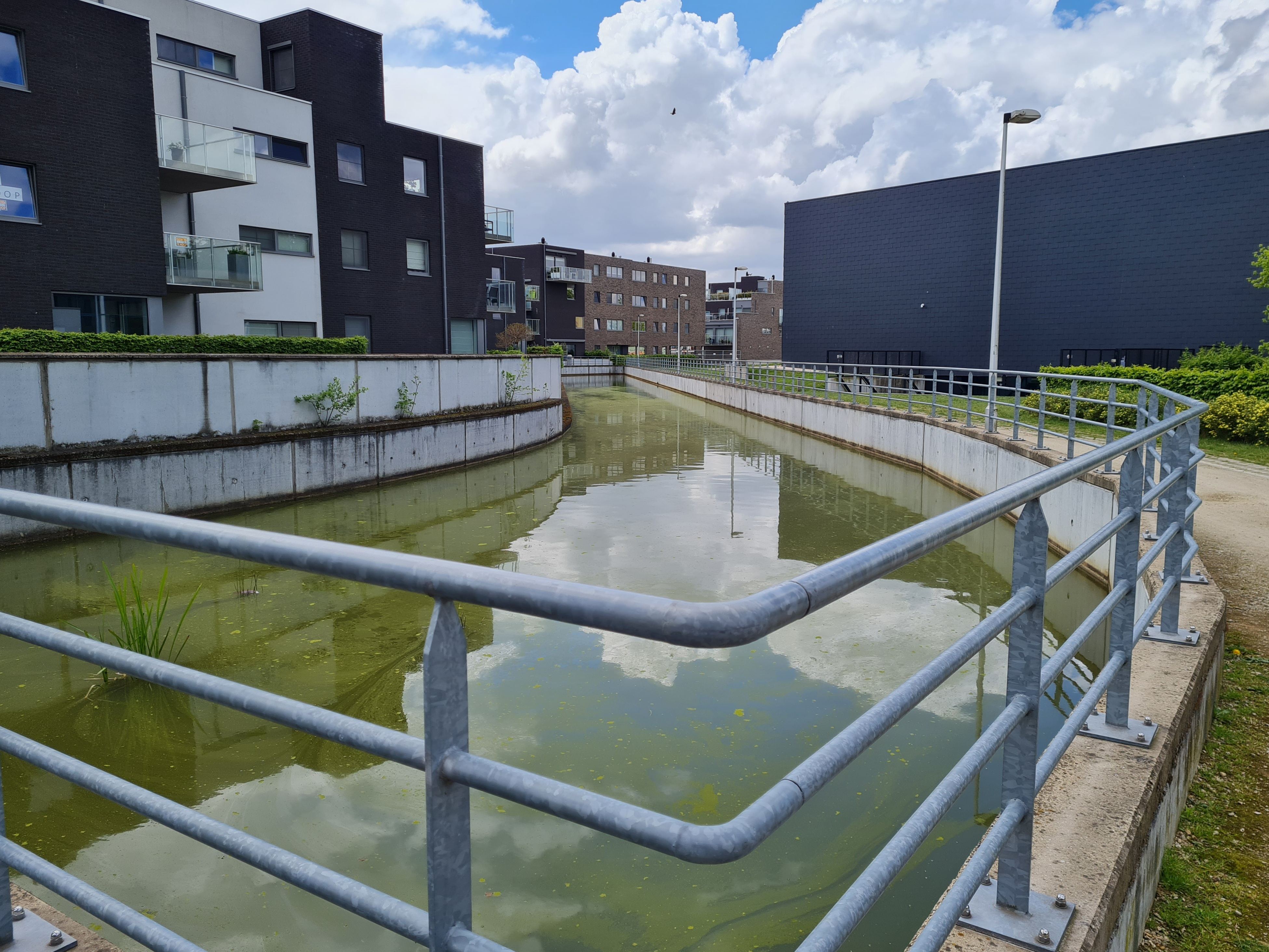
De Oude Durme

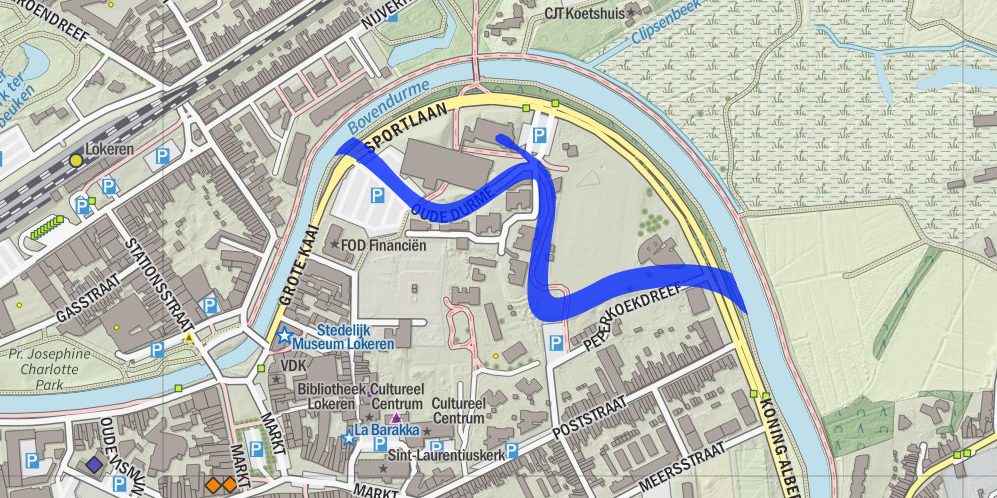
Gedempte delen van de Durme (donkerblauw)

De Oude Durme in Lokeren waren een aantal bochten in de Durme, ten hoogte van het stadscentrum, die in 1952 werden afgesneden. Er blijft nu enkel nog een klein kanaaltje over waar vroeger de Durme stroomde. "Oude Durme" is tegenwoordig (in de volksmond) de benaming die wordt gegeven aan het gebied rond Sport-en Jeugdcomplex en de Sportlaan te Lokeren.